# فريتاون
فريتاون (بالإنجليزية: Freetown)‏ هي عاصمة سيراليون ويقدر عدد سكانها بحوالي 1,055,964 في 2015. تقع في المنطقة الغربية وهي أيضاً ميناء على ساحل الأطلسي من شبه جزيرة فريتاون. يعتمد اقتصاد المدينة على الميناء الذي يقوم بتصدير صادرات الدولة الأساسية والتي تتضمن تعليب الأسماك وطحن الأرز، وتكرير البترول وصناعة السجائر.

## التاريخ
يُعتقد أن المنطقة كانت قديماً سوقاً للعبيد وفي عام 1787 تم استيطان المنطقة بواسطة 400 فرد من العبيد المحررين والسود الأمريكان.

## المواصلات

### المطارات
مطار لونجي الدولي يعد المطار الدولي في سيراليون وتمتلك فريتاون مهبط طائرات هليكوبتر على جزيرة إبيرديين الذي يربط المدينة بالمطار .

## توأمة
لفريتاون اتفاقيات توأمة مع كل من:
- بانجول
- كوناكري
- غانتشو
- هارتفورد
- كانساس سيتي
- كينغستون أبون هال
- ماكيني
- نيو هيفن (1981 - )[5]
- خفي

## أعلام
- أحمد تيجان كبه
- رودني ستراسير
- مامادو ألفاجور باه
- توماس بيترز
- ديكسون دنهام